# Миколо-Комишуватська сільська рада
Мико́ло-Комишува́тська сільська́ ра́да — адміністративно-територіальна одиниця та орган місцевого самоврядування у Красноградському районі Харківської області. Адміністративний центр — село Миколо-Комишувата.

## Загальні відомості
- Миколо-Комишуватська сільська рада утворена в 1920 році.
- Територія ради: 61,873 км²
- Населення ради: 1 291 особа (станом на 2001 рік)

## Населені пункти
Сільській раді підпорядковані населені пункти:
- с. Миколо-Комишувата
- с. Гірчаківка
- с. Мокрянка

## Склад ради
Рада складалася з 16 депутатів та голови.
- Голова ради: Шаптала Наталія Іванівна
- Секретар ради: Пасічник Світлана Іванівна

### Керівний склад попередніх скликань
| Прізвище, ім'я, по батькові   | Основні відомості                                                                             | Дата обрання | Дата звільнення |
| ----------------------------- | --------------------------------------------------------------------------------------------- | ------------ | --------------- |
| Харченко Сергій Олександрович | Сільський голова, 1972 року народження, член Соціал-демократичної партії України (об'єднаної) | 26.03.2006   | 31.10.2010      |
| Шаптала Наталія Іванівна      | Сільський голова, 1973 року народження, освіта вища, член Партії регіонів                     | 31.10.2010   |                 |

Примітка: таблиця складена за даними сайту Верховної Ради України

### Депутати
За результатами місцевих виборів 2010 року депутатами ради стали:

#### За суб'єктами висування
| Суб'єкт висування                                       | Кількість обраних депутатів | %    |
| ------------------------------------------------------- | --------------------------- | ---- |
| Партія регіонів                                         | 9                           | 56,3 |
| Політична партія Всеукраїнське об'єднання «Батьківщина» | 4                           | 25   |
| Самовисування                                           | 3                           | 18,8 |

#### За округами
| № округу                                                | Прізвище, ім'я, по батькові     | Дата визнання обраним | Освіта             | Партійна приналежність                        | Відомості про обраного депутата                                                 |
| ------------------------------------------------------- | ------------------------------- | --------------------- | ------------------ | --------------------------------------------- | ------------------------------------------------------------------------------- |
| Партія регіонів                                         |                                 |                       |                    |                                               |                                                                                 |
| 1                                                       | Пасічник Світлана Іванівна      | 01.11.2010            | вища               | член Партії регіонів                          | Миколо-Комишуватська сільська рада, секретар                                    |
| 2                                                       | Григор'єва Оксана Володимирівна | 01.11.2010            | середня спеціальна | член Партії регіонів                          | Миколо-Комишуватський НВК, вчитель                                              |
| 3                                                       | Воронова Руслана Михайлівна     | 01.11.2010            | вища               | член Партії регіонів                          | Миколо-Комишуватський НВК, вчитель                                              |
| 4                                                       | Карпенко Тетяна Василівна       | 01.11.2010            | середня спеціальна | член Партії регіонів                          | Миколо-Комишуватська сільська рада, інспектор по сільськогосподарських податках |
| 6                                                       | Блудова Наталія Миколаївна      | 01.11.2010            | середня спеціальна | член Партії регіонів                          | Миколо-Комишуватський НВК, техпрацівник                                         |
| 9                                                       | Редько Микола Володимирович     | 01.11.2010            | середня            | член Партії регіонів                          | ПАОП «Зоря», водій                                                              |
| 10                                                      | Вітер Ольга Василівна           | 01.11.2010            | середня спеціальна | член Партії регіонів                          | Миколо-Комишуватський НВК, бухгалтер                                            |
| 11                                                      | Біатова Тетяна Андріївна        | 01.11.2010            | вища               | член Партії регіонів                          | Миколо-Комишуватський НВК, вчитель                                              |
| 12                                                      | Жигілій Світлана Володимирівна  | 01.11.2010            | середня спеціальна | член Партії регіонів                          | Миколо-Комишуватська сільська рада, землевпорядник                              |
| Політична партія Всеукраїнське об'єднання «Батьківщина» |                                 |                       |                    |                                               |                                                                                 |
| 8                                                       | Ліскунов Григорій Васильвич     | 01.11.2010            | середня спеціальна | член Всеукраїнського об'єднання «Батьківщина» | ПАОП «Зоря», електрик                                                           |
| 13                                                      | Петрушенко Олександр Васильович | 01.11.2010            | вища               | член Всеукраїнського об'єднання «Батьківщина» | ПАОП «Зоря», головний агроном                                                   |
| 14                                                      | Скопік Тетяна Іванівна          | 01.11.2010            | середня спеціальна | член Всеукраїнського об'єднання «Батьківщина» | ПАОП «Зоря», завідувачка відділу кадрів                                         |
| 15                                                      | Крамар Любов Григовівна         | 01.11.2010            | вища               | член Всеукраїнського об'єднання «Батьківщина» | пенсіонер                                                                       |
| Самовисування                                           |                                 |                       |                    |                                               |                                                                                 |
| 5                                                       | Редько Лідія Григорівна         | 01.11.2010            | вища               | позапартійна                                  | ПАОП «Зоря», бухгалтер                                                          |
| 7                                                       | Макаренко Володимир Миколайович | 01.11.2010            | вища               | позапартійний                                 | ПАОП «Зоря», заступник інженера                                                 |
| 16                                                      | Шальопа Володимир Олексійович   | 01.11.2010            | вища               | позапартійний                                 | приватний підприємець                                                           |

## Населення
Згідно з переписом УРСР 1989 року чисельність наявного населення сільської ради становила 1273 особи, з яких 561 чоловік та 712 жінок.
За переписом населення України 2001 року в сільській раді мешкали 1284 особи.

### Мова
Розподіл населення за рідною мовою за даними перепису 2001 року:
| Мова       | Відсоток |
| ---------- | -------- |
| українська | 93,73 %  |
| російська  | 3,87 %   |
| молдовська | 1,39 %   |
| угорська   | 0,77 %   |
| білоруська | 0,23 %   |